# أنبا

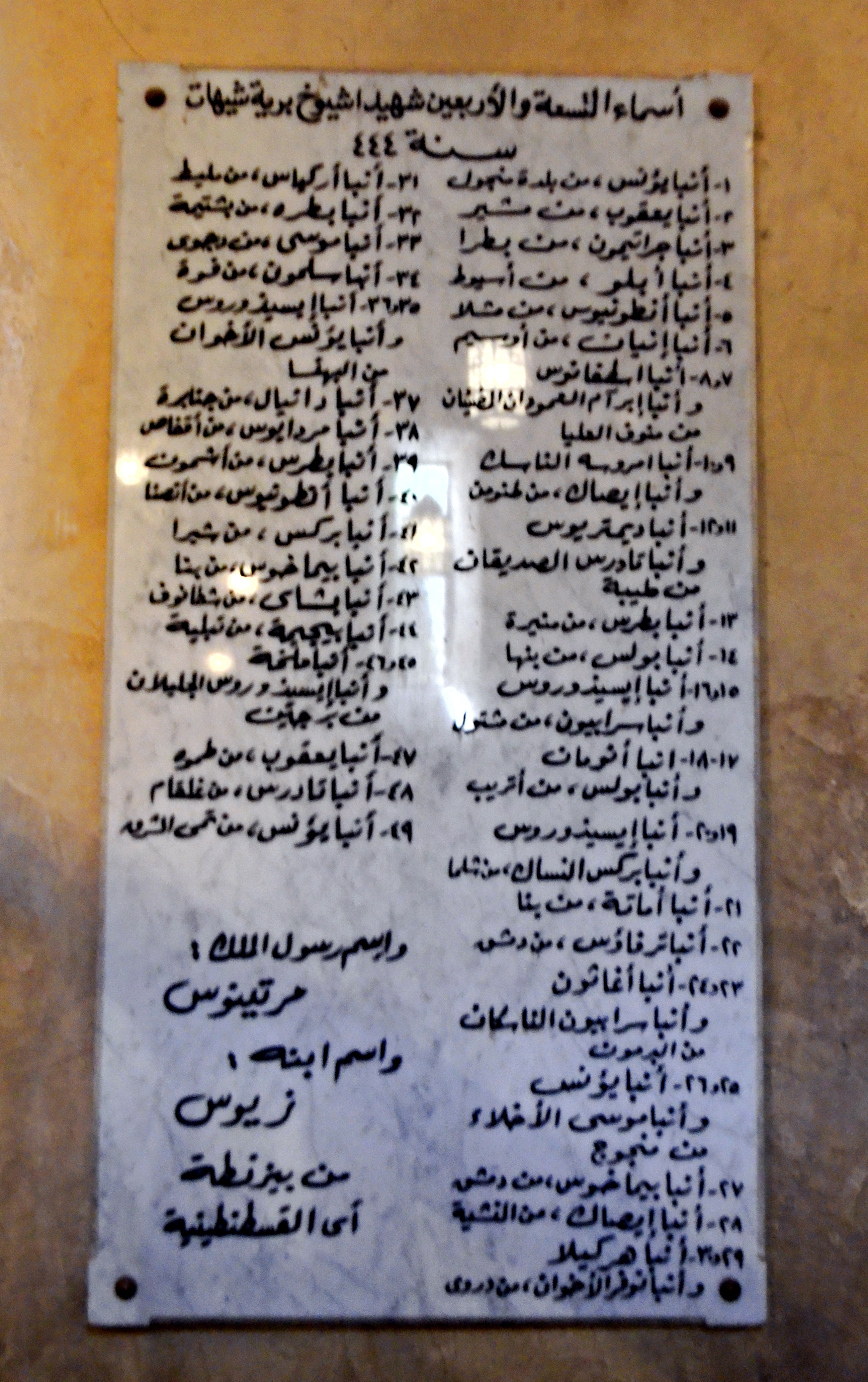
من
دير الأنبا مقار.

أنبا كلمة مصرية قديمة معناها «أب» وتحرّفت «أبا» في اللغة القبطية الحديثة وقد حلّت محلها الآن كلمة «أبو» العربية وعمّ استعمالها.